# Kolczatkowate
Kolczatkowate (Tachyglossidae) – rodzina stekowców z podgromady prassaków (Monotremata).

## Budowa

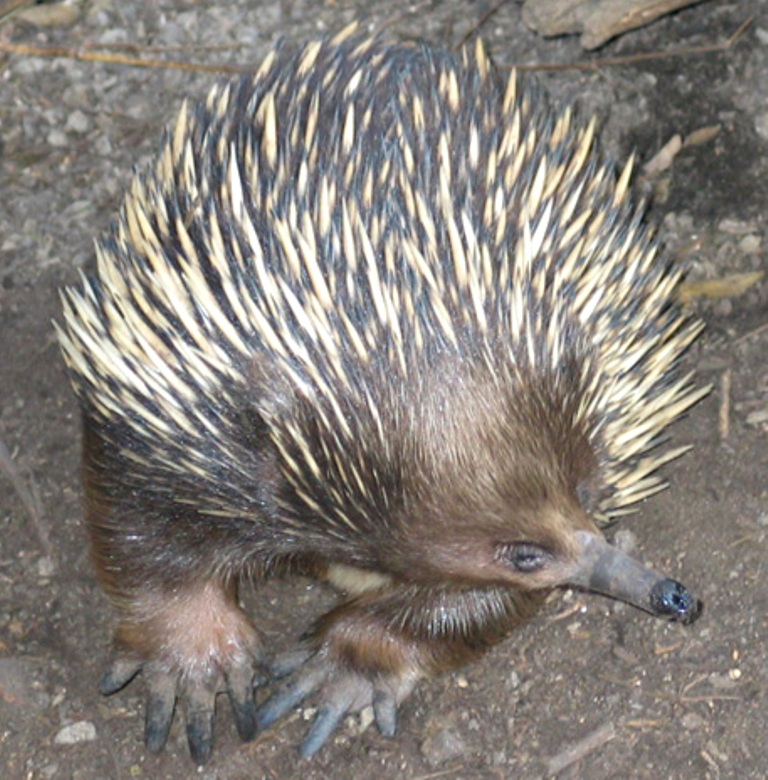
Ciało kolczatkowatych pokrywają mniej lub bardziej gęste kolce. Kolczatkę australijską na zdjęciu powyżej odróżnia od prakolczatki krótszy pysk

Występuje nieznacznie zaznaczony dymorfizm płciowy. Samce są o 10% większe od samic.
Kolczatkowate mają charakterystyczną budowę ciała.
Ubarwienie może być ciemne bądź jasne, a zależy to od podgatunku.
Ich głowa zwieńczona jest dłuższym w przypadku prakolczatki lub krótszym w przypadku kolczatki dziobem, od czego biorą się anglojęzyczne nazwy obydwu rodzajów.  środku znajduje się długi język robakowatego wyglądu. Szczękowa część dzioba jest dłuższa od żuchwowej wobec, czego otwór ustny znajduje się na spodzie, ma kształt litery V. Przypomina nieco ryj świni. Na końcu pyska lokują się także nozdrza zwierzęcia. Jama gębowa nie zawiera żadnych zębów. Mięśnie żuciowe są słabe. Dziób mierzy od 6 do 12 centymetrów. Nie porastają go włosy. Do tyłu od pyska leżą skierowane ku przodowi oczy umożliwiające w pewnym stopniu widzenie stereoskopowe. Jeszcze dalej znajdują się szczelinowate otwory uszne, niewidoczne pod włosami. U kolczatki występuje niewielka małżowina uszna zbudowana z chrząstki. Niekiedy porastające ją włosy mają jaśniejszą barwę. Czaszka jest kopulasta.
Morfologia kolczatkowatych nie obejmuje widocznej szyi.
Tułów jest kopulasty. Ciało pokrywają kolce i włosy kolce, te i tamte mogą być upakowane gęściej lub rzadziej, w czym dostrzega się istotną zmienność zależnie od podgatunku. Kolce osadzone są w mięśniu panniculus carnosus umożliwiającym zwierzęciu zwijanie się w kulę bądź wczepianie kolców w skałę w szczelinach w razie zagrożenia. Zwierzę może ruszać niezależnie kolcami pokrywającymi różne części ciała, nie potrafi jednak pozostawiać swych kolców, jak to czynią jeżozwierzowate. Narządy rozrodcze trudno dostrzec z zewnątrz. Moszna nie występuje w ogóle. Samiec posiada natomiast prącie szerokie na 12 mm i długie na 70 mm, z rowkiem u szczytu, a każda z dwu połówek ma jeszcze 2 główki, co nadaje narządowi rozetkowaty wygląd. W przeciwieństwie do większości ssaków występuje zatoka moczowo-płciowa uchodząca do steku, czyli wspólnego ujścia układów rozrodczego, wydalniczego i pokarmowego. Na brzuchu obu płci znajduje się obszar o słabszym owłosieniu. U samicy w trakcie okresu rozrodu formuje się zagłębienie, coś w rodzaju torby. Stekowce nie rozwinęły właściwych sutków spotykanych u ssaków żyworodnych, posiadają jednak areole wytwarzające mleko, które młode może spijać z futra matki.
W odróżnieniu od większości ssaków o kończynach położonych pod ciałem umożliwiających sprawne a szybkie poruszanie się kończyny sterowców są rozcapierzone na boki jak u gadów. Krótkie kończyny przednie potrafią rozwijać znaczną siłę. Zwierzę używa ich do kopania – czy to w glebie, czy to w termitierach w poszukiwaniu pokarmu. Kończyny tylne są dłuższe, a stopy obrócone tak, że palce kierują się do tyłu. Zarówno przednie, jak i tylne kończyny zaopatrzone są w pazury. Liczba palców zależy od podgatunku. Samce noszą ostrogę rozwiniętą jednak gorzej od występującej u dziobaka. Nie jest ona przytwierdzona tak silnie do kostki, co uniemożliwia jej użycie w walce. Nie występuje też jad, choć w okresie rozrodczym w środku znajduje się przewód, przez który przepływa ciecz o mlecznym wyglądzie. Samica posiada jedynie płytkie zagłębienie.

## Systematyka
Rodzina kolczatkowatych zalicza się do rzędu stekowców w podgromadzie prassaków, czyli Prototheria. Jej członkowie odróżniają się od wszystkich innych współczesnych ssaków składaniem jaj. Oddzielili się od nich jeszcze w jurze jakieś 175 milionów lat temu.
Rząd stekowców powstał w kredzie. Obejmuje obecnie 2 rodziny: kolczatkowate i dziobakowate. Wydaje się, że te ostatnie są bardziej pierwotne i to ze zwierząt podobnych do dziobaka wydzieliła się bardziej zaawansowana ewolucyjnie linia prowadząca do współczesnych kolczatkowatych. Czas podziału linii szacuje się na pomiędzy 19 a 48 milionów lat temu. Próżno jednak szukać najstarszych kolczatkowatych w znanym nauce zapisie kopalnym, aczkolwiek prawdopodobnie były to zwierzęta lądowe żywiące się owadami, o zredukowanym uzębieniu. W zapisie kopalnym pojawiają się dopiero 15 milionów lat temu, a więc w środku epoki mioceńskiej. Wtedy to pojawia się od razu rodzaj prakolczatka z gatunkiem Zaglossus robustus. Nieco młodsza jest Megalibgwilia.
Obecnie rodzina liczy 2 rodzaje. Zawierający także gatunki kopalne rodzaj prakolczatka Zaglossus obejmuje 3 gatunki nowogwinejskie. Są to prakolczatka papuaska, prakolczatka nowogwinejska i prakolczatka górska. Natomiast rodzaj kolczatka Tachyglossus zawiera pojedynczy współczesny gatunek, kolczatkę australijską.
Do rodziny należą dwa występujące współcześnie rodzaje:
- Tachyglossus Illiger, 1811 – kolczatka – jedynym przedstawicielem jest Tachyglossus aculeatus (Shaw, 1792) – kolczatka australijska
- Zaglossus Gill, 1877 – prakolczatka

Opisano również rodzaje wymarłe:
- Megalibgwilia Griffiths, Wells & Barrie, 1991[14]
- Murrayglossus Flannery, Rich, Vickers-Rich, Ziegler, Veatch & K.M. Helgen, 2022[15] – jedynym przedstawicielem był Murrayglossus hacketti (Glauert, 1914)

## Tryb życia

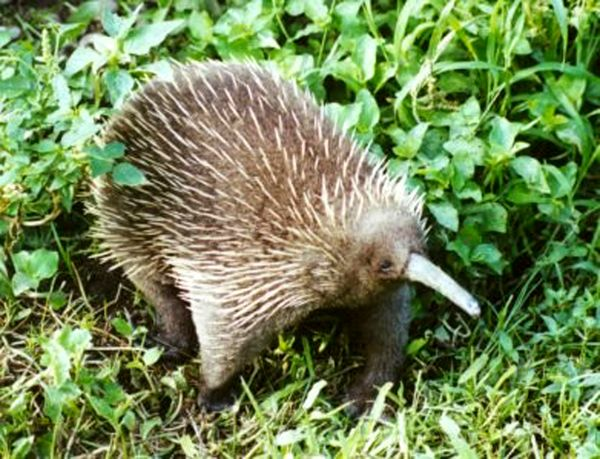
Prakolczatka nowogwinejska

Kolczatkowate wiodą długie, powolne życie. Żywią się dietą niezbyt bogatą w energię. Dlatego też i poruszają się wolno. Żyją samotnie, pomimo czego dysponują w miarę dużym mózgiem, porównywalnym wielkością z mózgami mięsożerców. Kroczą powoli w unikatowy dla siebie przypominający toczenie się sposób. Ich kończyny ustawione są bardziej na boki niż u większości ssaków, podobnie jak w przypadku gadów. Tryb życia wiodą skryty, rzadko można wypatrzeć je na drogach czy otwartych pastwiskach. Większość czasu spędzają raczej w gęstej roślinności. Prakolczatki bardziej niż kolczatki aktywne są nocą, kiedy też mniej narażone są na aktywność ludzi. Poza reprodukcją nie nawiązują istotnych relacji społecznych. Komunikacja bazuje głównie na węchu. Aparat węchowy przypomina ten spotykany u wyspecjalizowanych ssaków żyworodnych, co zauważyli już wcześni badacze. Opuszka węchowa jest istotnie pofałdowana. Zwierzęta te mają gruczoły zapachowe. Samiec wykorzystuje zapach do wabienia samicy, przeciągając po podłożu swą kloakę. Widzą co prawda w 2 kolorach, a ostrością wzroku dorównują gryzoniom, jednakże wzrok wykorzystują raczej do nawigacji na swym terenie, do wykrywania drapieżników i szukania kryjówek, niż do komunikacji. Słuch stosują do wykrywania zarówno drapieżników, jak i potencjalnej zdobyczy. Słuch mają w miarę ostry z maksimum pomiędzy 1600 a 13900 herców. Lepiej radzą sobie w odbieraniu bodźców przez żuchwę, a więc drgań podłoża, niż drogą powietrzną. Z drugiej strony własnych wokalizacji nie wydają wcale.
W chłodnych częściach zasięgu występowania występuje hibernacja, obserwowana zwłaszcza na Tasmanii i w Alpach Australijskich, ale też na wysoko położonych terenach np. w Queensland. Wtedy temperatura ciała kolczatki osiąga około stopnia Celsjusza powyżej temperatury otoczenia. Najniższy zaobserwowany spadek osiągnął 4,5 stopnia Celsjusza. Zbyt głębokie obniżenie może spowodować niemożność powrotu do aktywności. Tak więc kiedy temperatura otoczenia spada zbyt nisko, zwierzę budzi się i przenosi w inne cieplejsze miejsce. Samce kolczatki na Tasmanii zaczynają zapadać w sen zimowy już późnym latem, w środku lutego. Samice czekają miesiąc dłużej. Budzenie się następuje w przypadku samców wczesnym czerwcem, kiedy to zaczynają one przysposabiać się do rozrodu. Osobniki nie planujące wydawania na świat młodych spać mogą do późnego września. Rozród wiąże się z istotnym wydatkiem energetycznym skutkującym znaczną utratą masy ciała, którą po sezonie rozrodczym przed zimą należy uzupełnić. Na cieplejszych obszarach zwierzęta mogą zapadać w okresowy torpor.

### Cykl życiowy
Długość życia wynosi na wolności prawdopodobnie od 30 do nawet 50 lat.
Dojrzałość płciową osiągają w wieku 5-6 lat. Nie rozmnażają się co roku, a nawet wtedy wydają na świat zazwyczaj pojedyncze młode. Samiec pozostawia zapach, ciągnąc swą kloakę po podłożu. Posiada również gruczoły powiązane z ostrogą na kończynie dolnej. Wydzielają one białą, woskowatą wydzielinę. Znaleziono w niej ponad 100 składników chemicznych, w tym lotne kwasy karboksylowe, aldehydy, ketony, kwasy tłuszczowe i związki aromatyczne. Prócz lotnych występują też nielotne związki o dużej masie cząsteczkowej służące do oznaczania terytorium. Zawartość wydzieliny zmienia się z nastaniem sezonu rozrodczego. Może mieć ona udział w konkurencji między samcami o samicę. Obie płcie wykazują istotne różnice w zawartości gruczołów. Samiec budzi się ze snu zimowego wcześniej, przed samicą, i wyrusza na poszukiwanie wybranki. Jako że wydzielina jej gruczołów nie zmienia się w zależności od sezonu rozrodczego, nie może on w ten sposób ocenić, czy jest ona płodna. W efekcie może ona współżyć z wieloma samcami, którzy nie są w stanie ustalić ojcostwa. Upatrzywszy sobie samicę, samiec chodzi za nią. Niekiedy za jedną samicą podąża szereg samców. Podążanie takie może trwać od 14 do 44 dni i skład samców adorujących daną samicę może się zmieniać, zależy także od miejsca. Ciąża jest bardzo krótka, jednak od zapłodnienia do odstawienia dziecka mija u kolczatki od 170 do 240 dni. Zaledwie 21 dni przypada z tego na ciążę, po której samica składa pojedyncze, miękkie skórzaste jajo o średnicy od 13 do 17 mm. Wypadając z kloaki, zmierza ono do torby na brzuchu samicy, nie zawsze całkowitej. Ulega tam inkubacji 10-11 dni, zanim wylęgnie się z niego młode zwierzę.

## Rozmieszczenie geograficzne
Kolczatkowate występują tylko na obszarach Australii, Tasmanii i Nowej Gwinei.

## Ekologia
Siedliskiem kolczatki są różnorodne habitaty australijskie, zarówno góry, jak i nizinne tereny przybrzeżne, także suche. Najbardziej jednak lubi ona tereny porosłe drzewami. Prakolczatki zajmują z kolei górskie tropikalne lasy Papui-Nowej Gwinei.
Kolczatka dobrze pływa w strumieniach czy w stawach. Niekiedy wykorzystuje tę umiejętność do regulacji temperatury ciała, gdyż nie posiada gruczołów potowych. Mogłaby więc łatwo się przegrzać. Niebezpieczna jest dla niej temperatura powyżej 34°C. Prócz wody przed gorącem może też ukrywać się pod powalonymi pniami, w jaskiniach czy jamach wykopanych przez króliki.
W razie zagrożenia przez drapieżnika zwierzę może próbować zakopać się w glebie, umknąć do szczeliny skalnej, gdzie zakotwicza się kolcami, bądź też zwinąć w kulkę, osłaniając miękki brzuch. Ciało osłaniają kolce osadzone w mięśniu grubszym na grzbiecie. W razie potrzeby mogą być stroszone na wszystkie kierunki. Ponadto zaniepokojone zwierzę może wydzielać niemiły zapach. Kopie łatwo, wykorzystując do tego pazury kończyn zaopatrzonych w silne mięśnie. Przednie kończyny, krótkie, są silne osadzone na szerokiej obręczy ramiennej. Zapewniają istotną siłę. Widywano już kolczatki przekopujące się przez drewniane drzwi czy plastik.
Stekowce te są oportunistami. Pożywienia szukają w glebie, ściółce czy gnijącym drewnie. Sondują podłoże długim pyskiem, zasobnym w mechanoreceptory i elektroreceptory, o zawsze wilgotnym czubku. Widać potem serię stożkowatych zagłębień w podłożu. Mogą je też rozkopywać silnymi przednimi łapami. Drążą tak choćby w termitierach. Prócz owadów społecznych znajdują chrząszcze, larwy motyli, skąpoposzczety, stonogi, prostoskrzydłe. Wąska jama ustna nie pozwala im pochłonąć na raz większej zdobyczy, jak choćby chrząszczy poświętnikowatych. Muszą one zostać rozdrobnione na zewnątrz, by następnie kolczatkowaty wessał miękkie części. Preferowana zdobycz to jednak termity, i to pewne wybrane ich gatunki. Niektóre inne rozwinęły bowiem pewne mechanizmy obronne, jak choćby substancje chemiczne czy też silne żuwaczki żołnierzy. Podobne sposoby radzenia sobie z myrmekofagami rozwinęły mrówkowate, żądlące, gryzące i przez to bardziej unikane przez kolczatki. Jeśli już na nie polują, to skupiają się one na mniej groźnych członkach społeczności. jak królowe. larwy czy poczwarki. W bardziej wilgotnych siedliskach prakolczatki polują na większą zdobycz, mają też więcej elektroreceptorów, niż ich pobratymcy z suchych terenów odżywiający się mniejszą zwierzyną. Długi język sięgać może 18 cm i opuszcza jamę ustną do 100 razy na minutę. Naukowa nazwa kolczatki Tachyglossus oznacza właśnie szybki język. Jego działanie umożliwiają sprawne mięśnie i zatoki wypełniające się krwią. Koniec języka jest giętki, natomiast podstawa zawiera z skeratynizowane kolce służące miażdżeniu pokarmu o podniebienie. Kolczatkowate nie posiadają bowiem zębów. Umożliwia to łapanie i miażdżenie zdobyczy za pomocą tych samych ruchów języka.
Wodę pobierają bezpośrednio ze zbiorników wodnych. Nie zawsze jednak są one dostępne. Kolczatkowate liżą też rosę, skroploną mgłę, czerpią wodę z pokarmem. Takie na przykład termity w 77 % zbudowane są z wody. Dochodzi do tego woda metaboliczna.